# دوله (هند)
شهر دوله (به انگلیسی: Dhule) با جمعیت ۳۹۲٫۸۲۳ نفر در ایالت مهاراشترا در کشور هند واقع شده‌است.

## نگارخانه

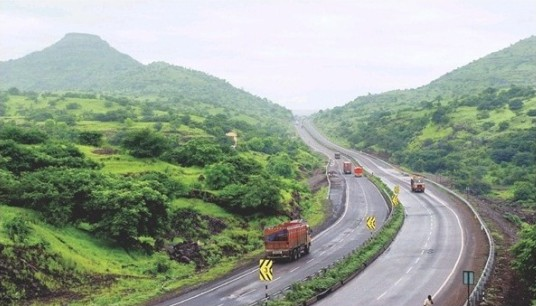